# Shree Bhanjyang
Shree Bhanjyang – gaun wikas samiti w zachodniej części Nepalu w strefie Gandaki w dystrykcie Lamjung. Według nepalskiego spisu powszechnego z 2001 roku liczył on 477 gospodarstw domowych i 2333 mieszkańców (1208 kobiet i 1125 mężczyzn).